# Cerro da Velha
Cerro da Velha is een eiland in de Atlantische Oceaan in de eilandengroep Berlengas. Het eilandje ligt op ongeveer tien kilometer uit de kust, ten westen van Peniche in het Portugese district Leiria. Zo'n 400 meter ten zuidwesten ligt het grotere eiland Berlenga Grande. Cerro da Velha is niet bewoond en ligt in een natuurreservaat.

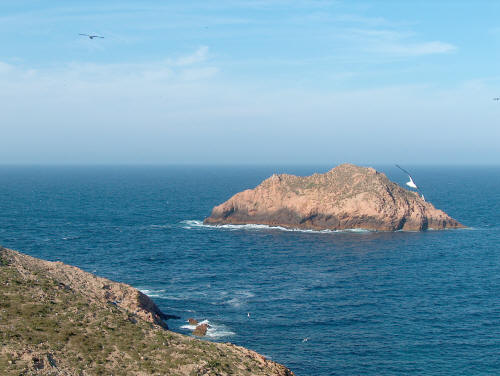